# Сопотница (Пријепоље)
Сопотница је насеље у Србији у општини Пријепоље у Златиборском округу. Према попису из 2022. било је 59 становника. На истоименој речици, која протиче кроз насеље налазе се водопади Сопотнице.

## Демографија
У насељу Сопотница живи 113 пунолетних становника, а просечна старост становништва износи 44,8 година (42,8 код мушкараца и 47,0 код жена). У насељу има 45 домаћинстава, а просечан број чланова по домаћинству је 3,02.
Ово насеље је углавном насељено Србима (према попису из 2002. године), а у последња три пописа, примећен је пад у броју становника.
|  |

| Демографија | Демографија | Демографија |
| Година      | Становника  | Становника  |
| ----------- | ----------- | ----------- |
| 1948.       | 416         |             |
| 1953.       | 468         |             |
| 1961.       | 430         |             |
| 1971.       | 394         |             |
| 1981.       | 322         |             |
| 1991.       | 233         | 228         |
| 2002.       | 136         | 155         |

| Етнички састав према попису из 2002.‍ | Етнички састав према попису из 2002.‍ | Етнички састав према попису из 2002.‍ | Етнички састав према попису из 2002.‍ | Етнички састав према попису из 2002.‍ |
| ------------------------------------ | ------------------------------------ | ------------------------------------ | ------------------------------------ | ------------------------------------ |
|                                      |                                      |                                      |                                      |                                      |
| Срби                                 | Срби                                 |                                      | 103                                  | 75,73%                               |
| Муслимани                            | Муслимани                            |                                      | 32                                   | 23,52%                               |
| непознато                            | непознато                            |                                      | 1                                    | 0,73%                                |

| Година пописа     | 1948. | 1953. | 1961. | 1971. | 1981. | 1991. | 2002. |
| ----------------- | ----- | ----- | ----- | ----- | ----- | ----- | ----- |
| Број домаћинстава | 70    | 72    | 76    | 82    | 74    | 67    | 45    |

| Број чланова      | 1  | 2  | 3 | 4 | 5 | 6 | 7 | 8 | 9 | 10 и више | Просек |
| ----------------- | -- | -- | - | - | - | - | - | - | - | --------- | ------ |
| Број домаћинстава | 12 | 15 | 3 | 2 | 6 | 4 | 1 | 2 | 0 | 0         | 3,02   |

| Пол    | Укупно | Неожењен/Неудата | Ожењен/Удата | Удовац/Удовица | Разведен/Разведена | Непознато |
| ------ | ------ | ---------------- | ------------ | -------------- | ------------------ | --------- |
| Мушки  | 59     | 17               | 30           | 10             | 2                  | 0         |
| Женски | 56     | 14               | 31           | 10             | 1                  | 0         |
| УКУПНО | 115    | 31               | 61           | 20             | 3                  | 0         |

| Пол    | Укупно                    | Пољопривреда, лов и шумарство | Рибарство                            | Вађење руде и камена | Прерађивачка индустрија       |
| ------ | ------------------------- | ----------------------------- | ------------------------------------ | -------------------- | ----------------------------- |
| Мушки  | 38                        | 23                            | 0                                    | 0                    | 0                             |
| Женски | 39                        | 38                            | 0                                    | 0                    | 1                             |
| УКУПНО | 77                        | 61                            | 0                                    | 0                    | 1                             |
| Пол    | Производња и снабдевање   | Грађевинарство                | Трговина                             | Хотели и ресторани   | Саобраћај, складиштење и везе |
| Мушки  | 1                         | 4                             | 0                                    | 0                    | 7                             |
| Женски | 0                         | 0                             | 0                                    | 0                    | 0                             |
| УКУПНО | 1                         | 4                             | 0                                    | 0                    | 7                             |
| Пол    | Финансијско посредовање   | Некретнине                    | Државна управа и одбрана             | Образовање           | Здравствени и социјални рад   |
| Мушки  | 0                         | 0                             | 0                                    | 3                    | 0                             |
| Женски | 0                         | 0                             | 0                                    | 0                    | 0                             |
| УКУПНО | 0                         | 0                             | 0                                    | 3                    | 0                             |
| Пол    | Остале услужне активности | Приватна домаћинства          | Екстериторијалне организације и тела | Непознато            | Непознато                     |
| Мушки  | 0                         | 0                             | 0                                    | 0                    | 0                             |
| Женски | 0                         | 0                             | 0                                    | 0                    | 0                             |
| УКУПНО | 0                         | 0                             | 0                                    | 0                    | 0                             |

## Галерија
- Старе воденице на реци Сопотници
- Стара воденица
- Водопади Сопотнице
- Водопади Сопотнице